# Хафса бінт Умар

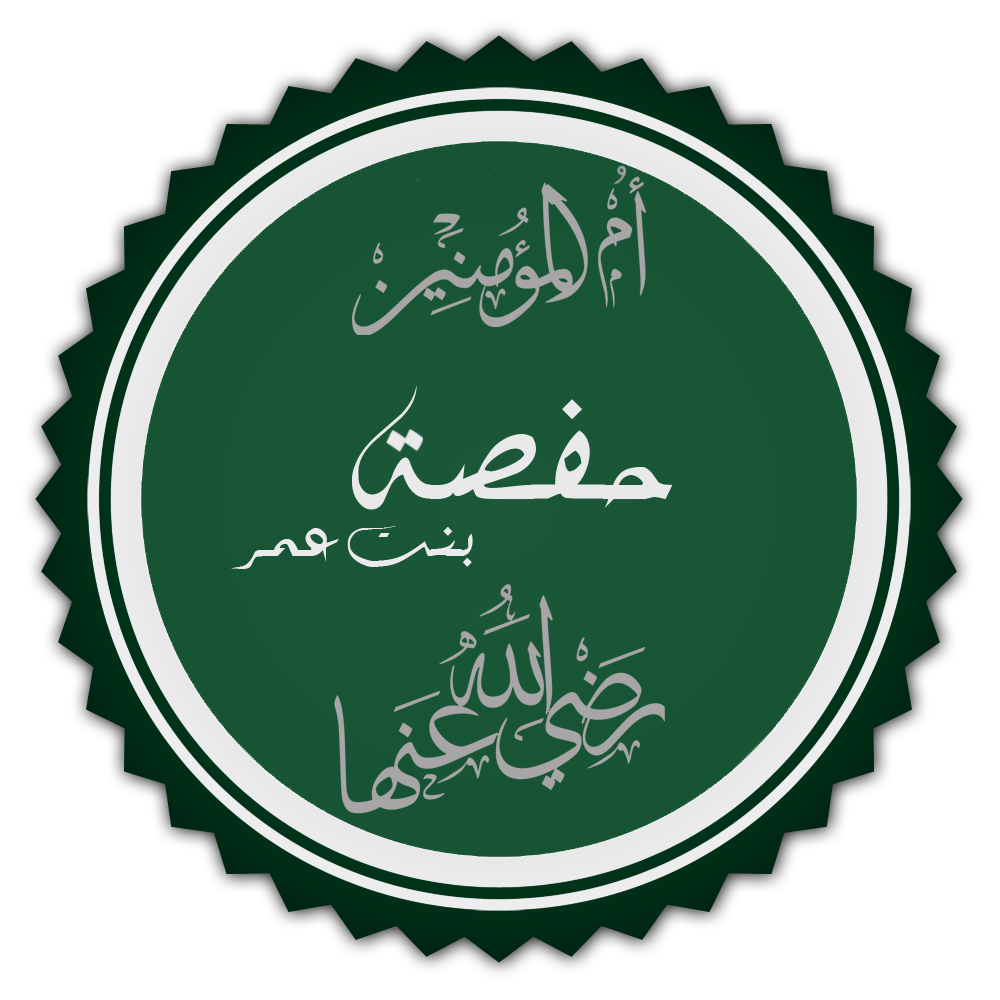

Хафса бінт Умар (араб. حفصة بنت عمر) — четверта дружина пророка Мухаммеда, мати правовірних. Донька Умара ібн Хаттаба. Після смерті Мухаммеда Хафса була однією з найшанованіших жінок. Вона передала близько 60 хадисів. У неї також зберігався перший примірник Корану, укладений під час правління халіфа Абу Бекра. Цей примірник, на прохання халіфа Османа, був переданий йому і розмножений

Народилася приблизно за 5 років до початку пророчої місії Мухаммеда. Прийняла іслам разом зі своїм батьком у Мецці. Була одружена з Хунайсом ібн Хузафою, який також був одним із перших мусульман. Це подружжя, рятуючись від переслідувань, переселилось спочатку до Ефіопії, а пізніше до Медини. Хунайс був учасником битви при Бадрі. В битві при Ухуді він отримав тяжке поранення й невдовзі помер. Її батько Умар, намагався видати Хафсу заміж за Османа, а потім за Абу Бекра. Одначе, не отримавши ні від одного згоди, звернувся до Мухаммеда. У відповідь Мухаммед оголосив, що сам одружується з Хафсою, а свою доньку Умм Кульсум видасть заміж за Османа. На цей час Мухаммед вже був одружений з Аїшею і Саудою.
За мусульманським переданням Хафса була дуже набожною, водночас мала вольовий характер.
Померла Хафса у Медині за часів правління халіфа Муавії у віці 60-ти років